# Suramericano de Natación de 2004 - 200 m. Pecho Femenino
La prueba de 200 m pecho femenino del campeonato sudamericano de natación de 2004 se realizó el 27 de marzo de 2004, el tercer día de competencias del campeonato.

## Medallistas
| Evento      | Oro                                | Plata                                   | Bronce                               |
| ----------- | ---------------------------------- | --------------------------------------- | ------------------------------------ |
| 200 m pecho | Javiera Salcedo Argentina 2:36.42. | Agustina De Giovanni Argentina 2:37.78. | Mónica Álvarez · Colombia · 2.40.28. |

## Resultados
| Posición | Carril | Nadador              | Tiempo   |
| -------- | ------ | -------------------- | -------- |
| 1        | 5      | Javiera Salcedo      | 2:36.42. |
| 2        | 6      | Agustina De Giovanni | 2:37.78. |
| 3        | 4      | Mónica Álvarez       | 2.40.28. |
| 4        | 3      | Mariana Katsuno      | 2:40.47. |
| 5        | 7      | Ana María Miro       | 2:44.03. |
| 6        | 7      | Corina Goncalvez     | 2:47.46. |
| 7        | 2      | María Camacho        | 2:47.57. |
| 8        | 8      | Katherine Moreno     | 2:55.24. |